# Вэньцюань (Цинхай)
Вэньцюань — небольшое поселение в городском уезде Голмуд провинции Цинхай в Китайской Народной Республике. Основано в 1955 году при строительстве Цинхай — Тибетского шоссе (Годао 109) к северу от хребта Тангла. Согласно Книге рекордов Гиннесса, Вэньцюань является поселением, расположенным на самой большой высоте в мире — 5019 метров над уровнем моря, хотя журнал National Geographic (за май 2003 года) утверждает, что более крупный город Ла-Ринконада в Перу лежит на высоте 5100 метров над уровнем моря, и соответственно находится выше.